# Dorćol

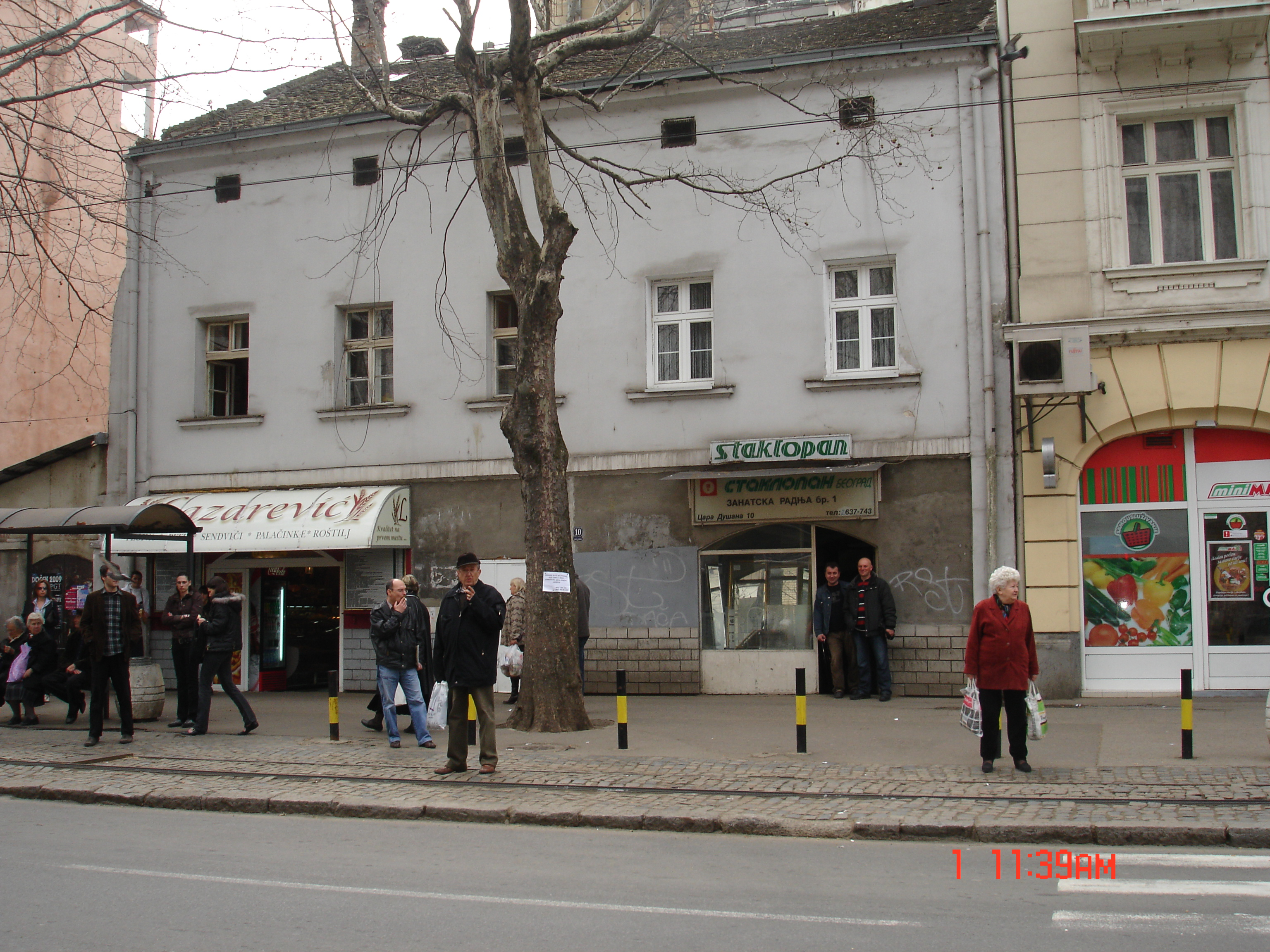
La casa más antigua de Belgrado, en el distrito de Dorćol.

Dorćol, (en serbio cirilizado, Дорћол) es un barrio céntrico de Belgrado, capital de Serbia. Se sitúa entre la Fortaleza de Belgrado, el río Danubio, el bulevar Stefan Lazarević, y la plaza del Estudiante.
Es uno de los más tradicionales y antiguos y su nombre deriva del turco Dörtyol, que significa cuatro caminos. De hecho, durante la dominación turca, la esquina de las actuales calles  Kralja Petra, Dubrovačka y Cara Dušana fue una importante encrucijada de cuatro vías comerciales que se dirigían hacia Estambul, Vidin, Viena y Dubrovnik. 
En los siglos XV y XVI, un cuantioso número de judíos sefardíes se asentó en el área y durante el interregno austríaco en el siglo XVIII, familias alemanas. La Segunda Guerra Mundial dañó la zona, que había sido una de las más vibrantes y comerciales de la ciudad. En la actualidad, se trata de una de las barriadas más turísticas y visitadas, con importantes monumentos y atracciones, como la casa más antigua de Belgrado, del siglo XVIII, en Cara Dušana 10, importantes centros comerciales y boutiques, así como significativos edificios, desde la mezquita Bajrakli, del siglo XVI, a la iglesia de Alejandro Nevski, etc.